# Conolophus
Conolophus – rodzaj gadów z rodziny legwanowatych (Iguanidae).

## Zasięg występowania
Rodzaj obejmuje gatunki występujące endemicznie na Galapagos.

## Systematyka

### Etymologia
- Conolophus: gr. κωνος kōnos „stożek”[6]; λοφος lophos „grzebień, czubek”[7].
- Trachycephalus: gr. τραχυς trakhus „chropowaty, szorstki”[8]; -κεφαλος -kephalos „-głowy”, od κεφαλη kephalē „głowa”[9]. Typ nomenklatoryczny: Amblyrhynchus subcristatus Gray, 1831.

### Podział systematyczny
Do rodzaju należą następujące gatunki:
- Conolophus marthae Gentile & Snell, 2009
- Conolophus pallidus Heller, 1903
- Conolophus subcristatus (Gray, 1831) – legwan galapagoski[10]